# Yorkshire County Cricket Club
Der Yorkshire County Cricket Club repräsentiert die traditionelle Grafschaft Yorkshire in den nationalen Meisterschaften im englischen Cricket. Der Club ist mit heute 34 Siegen der County Championship die erfolgreichste First-Class-Cricket-Mannschaft in England.

## Geschichte

### Die Anfänge in Sheffield

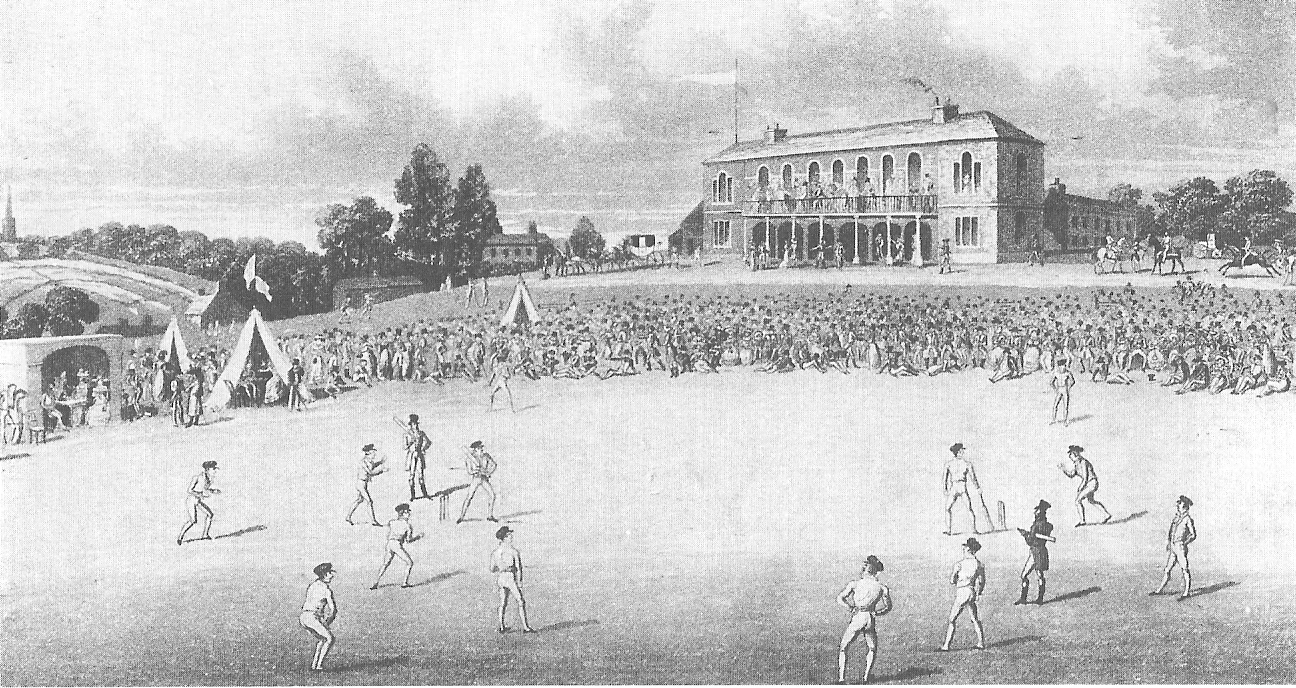
Cricket im Darnall New Ground zwischen 1821 und 1826

Zu Beginn des 18. Jahrhunderts begann Cricket in Yorkshire immer mehr gespielt zu werden und auch sich zu organisieren. In Sheffield wurden Cricketfelder gebaut, unter ihnen Darnall Old Ground (1822), Darnall New Ground (1824), Hyde Park (1826) und schlussendlich 1855 das Stadion Bramall Lane. Auf diesen traten Mannschaften an, die Yorkshire repräsentierten und auch First-Class-Spiele bestritten. Das erste, über das heute Aufzeichnungen existieren, ist ein Spiel im September 1833 gegen Norfolk. Auch fand im Hyde Park das erste Roses Match, das traditionelle Spiel gegen den Rivalen Lancashire, im Juli 1849 erstmals statt, das Yorkshire mit fünf Wickets gewann. Nachdem es ab 1861 Bestrebungen gab, die Aktivitäten besser zu organisieren, wurde der County Club am 8. Januar 1863 bei einem Treffen des Sheffield Match Fund Committee im Adelphi Hotel in Sheffield gegründet. Erster Präsident wurde T. R. Barker, der jedoch selbst keinem Treffen beiwohnte und so wurde er im gleichen Jahr durch Michael Ellison abgelöst, der den Club bis 1898 führte. Das erste First-Class-Match bestritt der Yorkshire CCC im Juni 1863 in Surrey, das mit einem Remis endete. 
Spieler spielten zu dieser Zeit für ein Spielhonorar von fünf Pfund und es wurde erwartet, dass sie dafür die Anreise und Verpflegung selbst bestritten. 
1865 weigerten sich fünf der wichtigsten Spieler gegen Surrey anzutreten, weil sie mit einer Spielaktion der Mannschaft in einem Spiel, das nicht Yorkshire beinhaltete, nicht einverstanden waren. Dies hatte zur Konsequenz, dass in dem Jahr der Club keine Spiele bestritt und auch für das Folgejahr keine Spiele organisiert wurden. Erster Kapitän der Mannschaft war Roger Iddison, der mit der Mannschaft 1867 und 1870 County Champion wurde. 1873 wurden Qualifikationsregeln für die Spieler aufgestellt, die verlangten, dass sie entweder in dem County geboren oder dort für mindestens zwei Jahre wohnhaft waren. Auch verhinderten diese Regeln, dass ein Spieler gleichzeitig für zwei County Clubs spielte, wie es Iddison beispielsweise für Lancashire und Yorkshire tat. Die folgenden Jahre waren von Unstetigkeit geprägt und Yorkshire war in dieser Zeit auch nicht sehr erfolgreich.

### Die Jahre des Lord Hawke

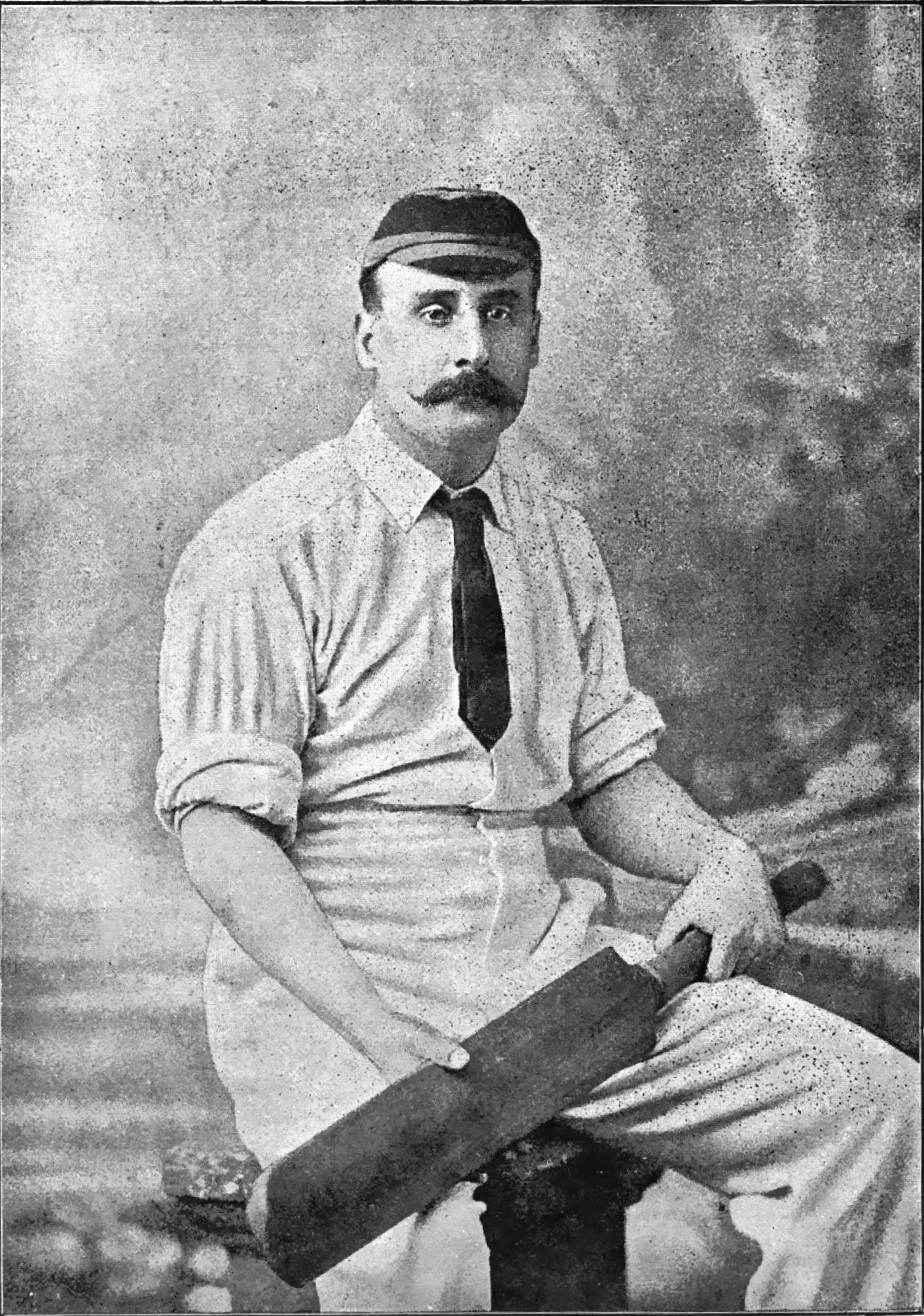
Lord Hawke 1893

Dies änderte sich erst als Lord Hawke 1881 ins Team kam. Zunächst ordnete er sich dem Kapitän Tom Emmett unter, was jedoch kurz darauf zu einigen Problemen führte. Daraufhin wurde er 1883 selbst Kapitän und blieb es bis 1910. Sein autokratischer Führungsstil sorgte für große Umwälzungen im Club. Selbst aus privilegiertem Hause, und damit nominell Amateur (bzw. Gentleman wie es zu dieser Zeit hieß), sorgte er dafür, dass sich die Bedingungen seiner professionellen Spielerkollegen („Players“), vor allem finanziell, verbesserten. Auch setzte er durch, dass ausschließlich Spieler in das Team berufen wurden, die in Yorkshire geboren waren. Gleichzeitig brach er die Dominanz aus Sheffield und so wurde seit 1891 ein Teil der County Championship Spiele im neu errichteten Headingley Stadium in Leeds ausgetragen. Dies alles führte dazu, dass das Team immer stärker wurde und so gewann Yorkshire erstmals 1893 die County Championship. In der Folgezeit dominierte Yorkshire das englische Cricket. Nachdem 1896 und 1898 die Meisterschaft noch im 19. Jahrhundert gewonnen werden konnte, gewann die Mannschaft zwischen 1900 und 1902 (1900, 1901, 1902) die Meisterschaft sogar drei Mal in Folge. Kurz vor dem Krieg wurde die Dominanz etwas schwächer. So gewann man zwar noch weitere drei Mal (1905, 1908 und 1912), erzielte jedoch auch 1910 und 1911 mit siebten und achten Plätzen Ergebnisse, die schlechtesten Ergebnisse seit 20 Jahren. Große Rolle spielten dabei die Spieler George Hirst und Wilfred Rhodes, die sowohl als Bowler wie auch als Batsman das Team führten. Finanziell sorgte Hawke dafür, dass der Club eine bessere Einnahmesituation erhielt. 1902 wurde er als noch amtierender Kapitän zum Präsidenten bestimmt und veranlasste, dass die Stadien, in dem der Club spielte, angemietet wurden. Bis dahin organisierte jeweils die Stadt, die ein First-Class-Spiel austrug, die Spiele, behielt jedoch auch alle Profite.

### Zwischen den Weltkriegen
Nachdem der Erste Weltkrieg beendet war, gewann Yorkshire gleich die erste Ausgabe der County Championship 1919. Zwischen 1922 und 1925 verloren sie in 122 Begegnungen nur sechs Spiele und sicherten sich über vier Jahre (1922, 1923, 1924, 1925) die Meisterschaft in Folge. Wichtige Spieler waren neben Rhodes, der erst 1931 seine Karriere beendete, Emmott Robinson. Ende der 1920er Jahre konnten keine großen Erfolge verbucht werden, jedoch begann 1931 eine sehr erfolgreiche Periode des CCC. Spieler wie der Fast-Bowler Bill Bowes, der Spin-Bowler Hedley Verity und die Eröffnungs-Batsman Herbert Sutcliffe und Percy Holmes führten den Club zu sieben Meisterschaften in neun Jahren (1931, 1932, 1933, 1935, 1937, 1938 und 1939). Verity gelang es in einem Spiel gegen Nottingham die bis heute beste Bowling Leistung in einem Innings zu spielen, als er bei 10 (und damit allen) gewonnenen Wickets nur 10 Runs zuließ. In der gleichen Saison gelang Sutcliffe und Holmes in einem Spiel gegen Essex mit 555 Runs das bis heute höchste Partnership im englischen First-Class-Cricket. Zwischen den Weltkriegen hat die Mannschaft insgesamt zwölf Meisterschaften in 21 Jahren gewonnen und erzielte in der Zeit keine schlechtere Platzierung als Platz fünf (von 15–17 Mannschaften) in der County Championship.

### Nachkriegszeit
Nach der Unterbrechung des Zweiten Weltkrieges gelang der Mannschaft noch einmal 1946 die Meisterschaft zu gewinnen und sie sich 1949 mit Middlesex teilen. Die 1950er Jahre waren erfolglos und Spieler wie auch die Öffentlichkeit war sehr unzufrieden mit den Leistungen. Insgesamt erreichte das Team in diesem Jahrzehnt zwar vier zweite Plätze (1951, 1952, 1954, 1955), jedoch dazwischen (1953) auch einmal nur den zwölften Platz und damit die schlechteste Platzierung seit Vereinsgründung. Tiefpunkt war der Rauswurf des Spin-Bowlers und Nationalspielers Johnny Wardle in der Saison 1958, nachdem er die Vereinsführung in der Zeitung Daily Mail heftig kritisiert hatte. Daraufhin wurde er aus der Nationalmannschaft ausgeladen und erhielt keine Möglichkeit, weiteres First-Class Cricket in und für England zu spielen. Jedoch wurden Änderungen vorgenommen und so kehrte der Erfolg zurück. Die erste Meisterschaft nach zehn Jahren erfolgte 1959. 1960 bestimmte der Club mit Fred Trueman erstmals ein professioneller Kapitän und der Titelgewinn konnte wiederholt werden. Mit Geoffrey Boycott kam 1962 ein neuer wichtiger Batsman zum Team und so konnte Trueman noch einmal die Meisterschaft gewinnen. Sein Nachfolger wurde 1963 Brian Close der in seiner ersten Saison als Kapitän die Meisterschaft wiederholte. Nachdem 1963 das One-Day-Cricket eingeführt wurde, konnte das Team 1965 den Gilette Cup erstmals gewinnen. Dem Team gelangen anschließend zwischen 1966 und 1968 (1966, 1967, 1968) drei Siege der County Championship in Folge und so wurde man die erfolgreichste Mannschaft des Jahrzehnts. Spieler wie All-rounder Ray Illingworth und Bowler (Geoff Cope, Don Wilson und Anthony Nicolson) waren neben Boycott die treibende Kraft. Den letzten Titel für eine lange Zeit war der zweite Gewinn des Gillette Cups 1969.

### Jahre der Erfolglosigkeit

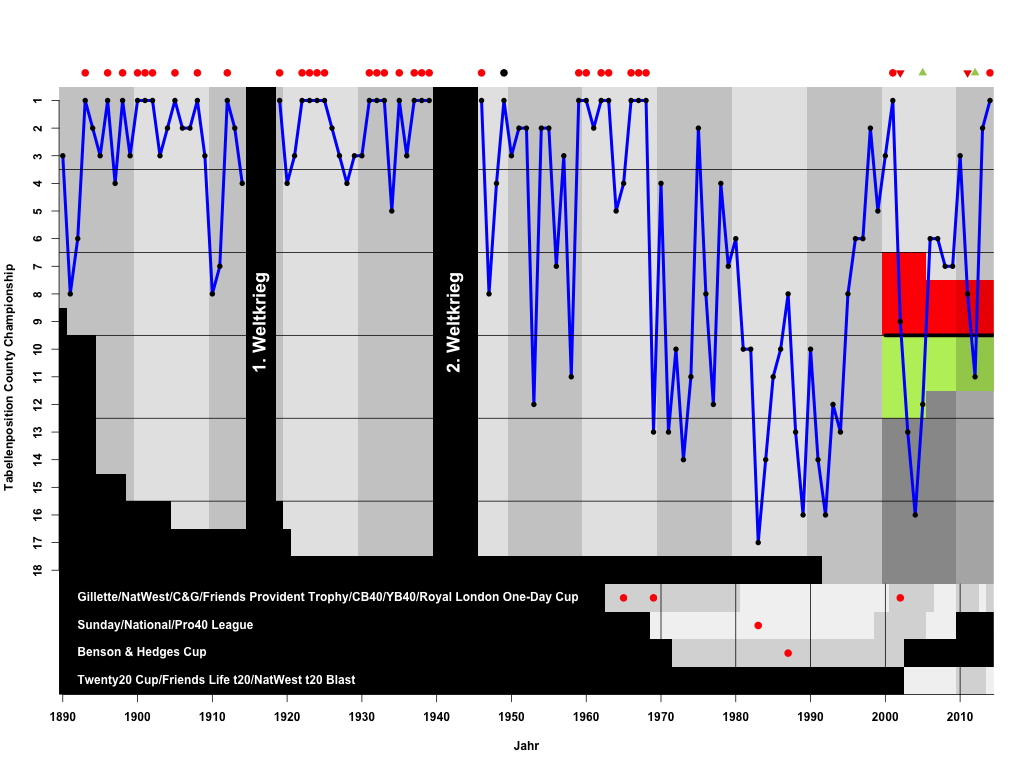
Performance des Yorkshire County Cricket Club im First Class, One-Day und T20 Cricket in den nationalen englischen Wettbewerben.

Nach den Erfolgen zerfiel das Team in nur wenigen Jahren. Den Anfang machte Illingworth der damals seit 27 Jahren für den Club spielte und vom damaligen Vorsitzenden des Auswahlkomitees Brian Sellers einen neuen Dreijahresvertrag forderte. Dieser weigerte sich und so verließ Illingworth Yorkshire, um in Leicestershire Kapitän zu werden. Kapitän Brian Close wurde, weil es zu internen Streitigkeiten mit der Teamführung kam, überraschend 1970 zum Ende der Saison aus der Mannschaft geworfen und ging nach Somerset. Zum neuen Kapitän wurde Geoffrey Boycott bestimmt, dem zunächst mitgeteilt wurde, dass Close zurückgetreten sei und erst später herausfand, dass die Trennung vom Auswahlkomitee ausgegangen war. Das sich ändernde Cricket war für Yorkshire ein Problem. Der Club bestand auf seiner Rekrutierungspolitik, die vorsah, nur in Yorkshire geborene Spieler aufzustellen und verzichtete darauf, wie andere Mannschaften einen Spieler aus Übersee zu verpflichten. Auch setzten sich 76 Mitglieder des Parlaments dafür ein, den Race Relations Act anzupassen, damit Yorkshire seine Politik beibehalten konnte, denn trotz zahlreicher in Yorkshire geborener Spieler mit asiatischem Hintergrund, schaffte es keiner in die Mannschaft. Der Club setzte des Weiteren weiterhin auf First-Class-Cricket und war so in den drei One-Day-Wettbewerben kaum wettbewerbsfähig. Der Kapitän Geoffrey Boycott setzte sogar drei Jahre in der Nationalmannschaft aus, um Yorkshire zu helfen, aber auch dies führte nicht zu weiteren Erfolgen. Bis auf einen zweiten Platz 1975 in der County Championship war in diesem Jahrzehnt kaum etwas erreicht worden und man spielte zumeist im Mittelfeld der Tabelle. Hinzu kamen zahlreiche Aufstände der Mitglieder, die Boycott zusätzlich noch anheizte. Auf Grund von Erfolglosigkeit wurde Boycott 1978 vom Auswahlkomitee als Kapitän abgesetzt. 1973 wurde das Bramall Lane Stadion in Sheffield in ein reines Fußball-Stadion umgewandelt und so für Cricket unbrauchbar.

### Zeit des Umbruchs
Die 1980er Jahre begannen ähnlich wie das vorhergehende Jahrzehnt aufgehört hatte, und so kam es 1983 zum großen Umbruch. Boycott wurde wie andere Spieler zuvor vom Auswahlkomitee entlassen, woraufhin die Mitglieder des Clubs das Auswahlkomitee absetzten. Der im Jahr zuvor zurückgekehrte Illingworth wurde im Alter von 51 Jahren zum neuen Kapitän erklärt. Close und Boycott wurden ins neue Auswahlkomitee berufen und so erhielt Boycott den zuvor versagten neuen Vertrag. Neben den Skandalen gelang es dem Team unter Illingworth die John Player Special League 1983 zu gewinnen. Am letzten Spieltag reichte ein auf Grund von Regen abgesagtes Spiel in Chelmsford um die Meisterschaft zu gewinnen. Allerdings verlief die First-Class-Saison schlecht für die Mannschaft, so dass man erstmals Tabellenletzter wurde. Ein weiterer One-Day-Erfolg folgte 1987 im Benson & Hedges Cup, aber die untere Tabellenhälfte wurde in den 1980er Jahren nur einmal verlassen. Davon geprägt wurde klar, dass sich etwas ändern musste. 1992 wurden die Lord Hawke eingeführten, strikten Qualifikationsregeln um für Yorkshire spielen zu dürfen gelockert. Damit sollte vorwiegend ermöglicht werden, dass Michael Vaughan, der in Manchester, und damit Lancashire, geboren war, aber in Yorkshire aufwuchs, für den CCC spielen konnte. Auch ermöglichte man dann internationalen Spielern den Zugang zum Team, der erste von ihnen war Sachin Tendulkar. Allerdings erfolgte keine sofortige Erholung, sondern es dauerte Jahre bis sich in der County Championship wieder bessere Ergebnisse ergaben. So erzielte das Team dann 1998 in der County Championship einen zweiten Platz.

### Teuer erkaufter Erfolg
Mit dem Beginn des neuen Jahrtausends stand Yorkshire wieder an der Spitze der County Championship. Nach 33 Jahren gelang dem Team 2001 wieder der Gewinn der Meisterschaft. Während zahlreiche Spieler verletzt waren oder in der Nationalmannschaft spielten, wie Darren Gough, Matthew Hoggard und Michael Vaughan, gelang es dem Team dennoch, sich durchzusetzen. Jedoch war der Preis für diesen Erfolg sehr hoch. Yorkshire machte hohe Verluste, konnte zwar die Cheltenham & Gloucester Trophy 2002 gewinnen, stieg jedoch als letzter der Division 1 in der County Championship 2002 ab. Im Jahr 2003 musste das Management ausgewechselt werden und es fanden zahlreiche Einsparungen statt. 2005 kaufte man das Cricketfeld des Headingley Stadium, was zwar weitere hohe Verluste bescherte, jedoch nun die Möglichkeit brachte Geld zu verdienen. Im gleichen Jahr gelang der Wiederaufstieg in die 1. Division, aus der man 2011 wieder Abstieg. Beim erfolgreichen Wiederaufstieg im Jahr darauf gelang auch ein zweiter Platz im Twenty20 Cup. Dieser berechtigte zur Teilnahme an der Champions League Twenty20 2012, bei der das Team die Qualifikation überstand, in den Gruppenspielen dann jedoch letzter wurde. Seit 2010 ist Andrew Gale neuer Kapitän der Mannschaft und neben diesen Erfolgen gelang es ihm mit seiner Mannschaft 2014 die County Championship zu gewinnen. Allerdings durfte er selbst den Gewinn nicht feiern, da er für die letzten beiden Spiele der Saison gesperrt war. Im Folgejahr gelang die Verteidigung des Titels. Wie im Jahr zuvor hatte der Bowler Ryan Sidebottom daran entscheidenden Anteil.
Im Jahr 2020 kam es zu Vorwürfen von institutionalisierten Rassismus durch den ehemaligen Spieler Azeem Rafiq. Nach einer Untersuchung die feststellte, dass der Club inadäquat gehandelt habe, entzog der ECB Yorkshire das Recht internationale Spiele auszutragen, was die Haupteinnahmequelle des Clubs darstellt. Daraufhin trat der Clubvorsitzende Roger Hutton von seinem Amt zurück. Nach ersten Reformen wurde die Strafe 2022 wieder aufgehoben.

## Stadion
Das Heimstadion des Clubs ist das Headingley Stadium in Leeds. Als weiteres Stadion, das häufiger Verwendung findet, ist der North Marine Road Ground in Scarborough. Daneben wurde bis 1973 das Stadion Bramall Lane in Sheffield verwendet. 

## Erfolge
County Cricket
- Gewinn der County Championship (33 + 1 geteilt): 1893, 1896, 1898, 1900, 1901, 1902, 1905, 1908, 1912, 1919, 1922, 1923, 1924, 1925, 1931, 1932, 1933, 1935, 1937, 1938, 1939, 1946, 1949 (geteilt), 1959, 1960, 1962, 1963, 1966, 1967, 1968, 2001, 2014, 2015

One-Day Cricket
- Gilette/NatWest/C&G Trophy/FP Trophy (1963–2009) (3): 1965, 1969, 2002
- Sunday/National/Pro40 League (1969–2009) (1): 1983
- Benson & Hedges Cup (1972–2002) (1): 1987
- ECB 40/Clydesdale Bank/Yorkshire Bank 40 (2010–2013) (0): –
- Royal London One-Day Cup (2014–heute) (0): -

Twenty20
- Twenty20 Cup/Friends Life t20/NatWest t20 Blast (0): –

## Statistiken

### Runs
Die meisten Runs im First-Class Cricket wurden von den folgenden Spielern erzielt:
| Spieler           | Spielzeiten | Runs   |
| ----------------- | ----------- | ------ |
| Herbert Sutcliffe | 1919–1945   | 38.558 |
| David Denton      | 1894–1920   | 33.383 |
| Geoffrey Boycott  | 1962–1986   | 32.570 |
| George Hirst      | 1891–1929   | 32.035 |
| Wilfred Rhodes    | 1898–1930   | 31.098 |

### Wickets
Die meisten Wickets im First-Class Cricket wurden von den folgenden Spielern erzielt:
| Spieler         | Spielzeiten | Runs  |
| --------------- | ----------- | ----- |
| Wilfred Rhodes  | 1898–1930   | 3.597 |
| George Hirst    | 1891–1929   | 2.477 |
| Schofield Haigh | 1895–1913   | 1.876 |
| George Macaulay | 1920–1935   | 1.774 |
| Fred Trueman    | 1949–1968   | 1.745 |